# Faro de Fenerbahçe
El Faro de Fenerbahçe (en turco: Fenerbahçe Feneri) es un faro histórico todavía en uso, que se encuentra en la costa norte del Mar de Mármara en el barrio de Fenerbahçe, del distrito de Kadıköy en Estambul, Turquía. 
Los documentos históricos mencionan que la ubicación del cabo causó daños marítimos a menudo. En 1562, el sultán Solimán el Magnífico (que reinó entre 1520 y 1566) publicó un decreto, en el que se ordenó el establecimiento de un faro en las rocas en el Cabo de Kalamış, que era como se llamaba el lugar en ese entonces.
Construido en 1857, el faro se encuentra en un punto situado en el cabo Fenerbahçe cerca del lado este de la entrada del Bósforo.